# Стрибки у воду на літніх юнацьких Олімпійських іграх 2010 — вишка, 10 метрів (хлопці)
Змагання зі стрибків у воду з десятиметрової вишки серед хлопців на літніх юнацьких Олімпійських іграх 2010 відбулися у вівторок 24 серпня 2010 року в Плавальному комплексі Тао Пайо.

## Медалісти
| Золото        | Срібло                      | Бронза                |
| Цю Бо · Китай | Олександр Бондарь · Україна | Іван Гарсія · Мексика |

## Результати
Змагання проходили 24 серпня. Кваліфікація о 13:30, фінал о 20:30 (UTC+8).
| Місце | Атлет               | Країна         | Кваліфікація | Кваліфікація | Фінал  | Фінал |
| Місце | Атлет               | Країна         | Очки         | Місце        | Очки   | Місце |
| ----- | ------------------- | -------------- | ------------ | ------------ | ------ | ----- |
| 1     | Цю Бо               | Китай          | 643,25       | 1            | 673,50 | 1     |
| 2     | Олександр Бондарь   | Україна        | 563,55       | 2            | 605,55 | 2     |
| 3     | Іван Гарсія         | Мексика        | 505,55       | 3            | 515,70 | 3     |
| 4     | Тім Піріц           | Німеччина      | 467,50       | 4            | 498,30 | 4     |
| 5     | Роберт Паес         | Венесуела      | 464,50       | 5            | 483,20 | 5     |
| 6     | Іль Мьон Хьон       | Північна Корея | 425,60       | 7            | 469,85 | 6     |
| 7     | Цзи Лян Оой         | Малайзія       | 463,05       | 6            | 435,55 | 7     |
| 8     | Марк Сабурен-Жермен | Канада         | 407,75       | 8            | 433,05 | 8     |